# Třída A (1902)
Třída A byla lodní třída ponorek námořnictva Spojených států amerických. Celkem bylo postaveno sedm jednotek této třídy. Ve službě byly od roku 1903. Primárně sloužily k obraně přístavů. V letech 1908, 1909 a 1915 byly ponorky A-2 až A-7 po párech přepraveny na Filipíny a operovaly ze základny Cavite na Luzonu.

## Stavba
Celkem bylo postaveno sedm jednotek této třídy. Navrhla je americká společnost Electric Boat Company, přičemž jejich stavbu zajistily loděnice Crescent Shipyard v Elizabeth v New Jersey a Union Iron Works v San Francisku. Do služby byly přijaty v roce 1903.
Jednotky třídy A:
| Jméno                       | Loděnice          | Založení kýlu | Spuštěna          | Vstup do služby | Osud                                      |
| --------------------------- | ----------------- | ------------- | ----------------- | --------------- | ----------------------------------------- |
| USS A-1 (SS-2, ex Plunger)  | Crescent Shipyard | květen 1901   | 1. února 1902     | září 1903       | Vyškrtnuta 1913.                          |
| USS A-2 (SS-3, ex Adder)    | Crescent Shipyard | říjen 1900    | 22. července 1901 | leden 1903      | V září 1920 potopena jako cvičný cíl.     |
| USS A-3 (SS-4, ex Grampus)  | Union Iron Works  | prosinec 1900 | 31. července 1902 | květen 1903     | Vyškrtnuta 1922.                          |
| USS A-4 (SS-5, ex Moccasin) | Crescent Shipyard | listopad 1900 | 20. srpna 1901    | leden 1903      | Vyškrtnuta 1922.                          |
| USS A-5 (SS-6, ex Pike)     | Union Iron Works  | prosinec 1900 | 14. ledna 1903    | květen 1903     | Vyškrtnuta 1922.                          |
| USS A-6 (SS-7, ex Porpoise) | Crescent Shipyard | prosinec 1900 | 23. září 1902     | září 1903       | V červenci 1921 potopena jako cvičný cíl. |
| USS A-7 (SS-8, ex Shark)    | Crescent Shipyard | leden 1901    | 19. října 1901    | září 1903       | Vyškrtnuta 1922.                          |

## Konstrukce

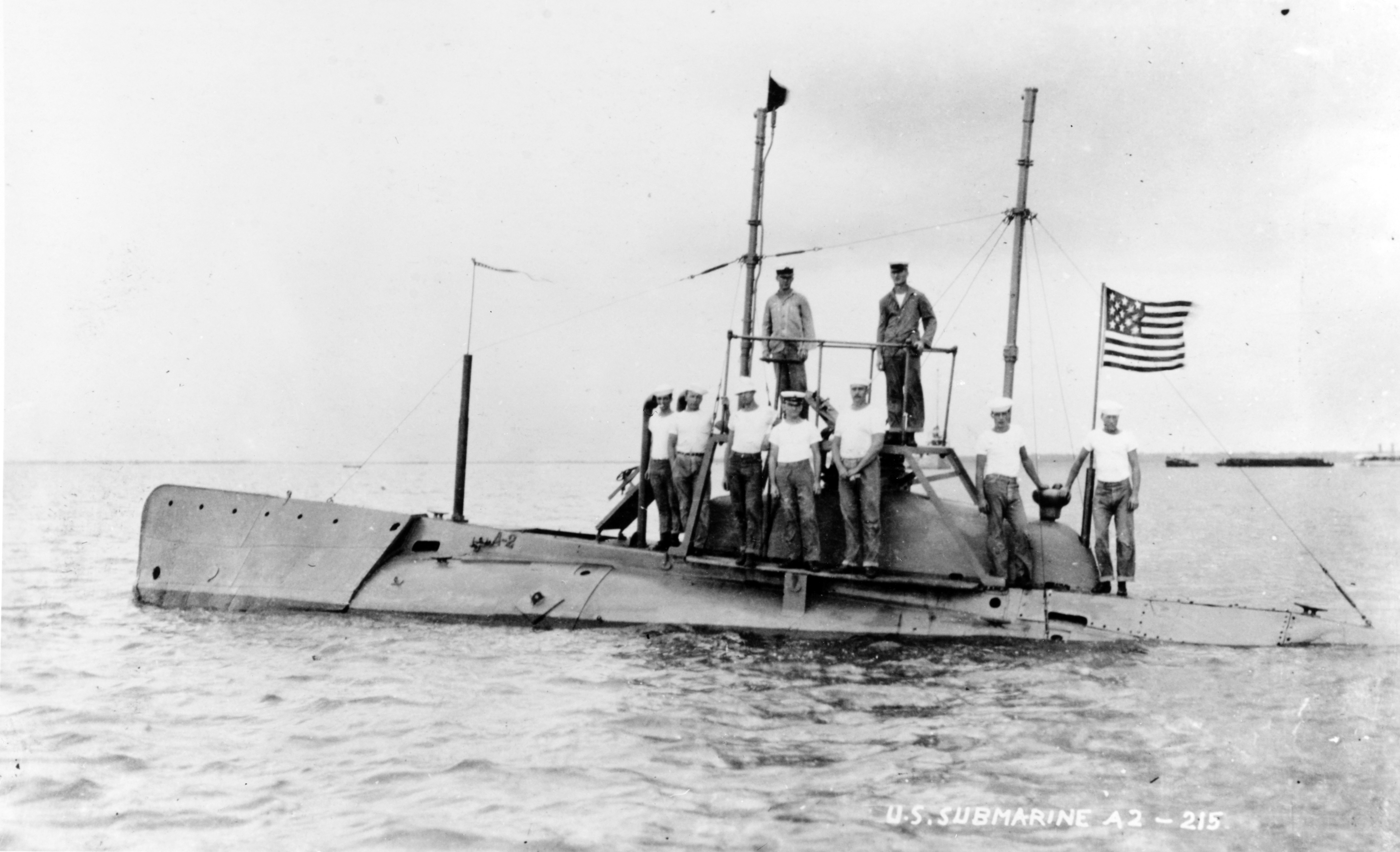
USS A-2

Ponorky byly vyzbrojeny jedním příďovým 457mm torpédometem se zásobou pěti torpéd. Jejich pohon zajišťoval jeden benzínový motor Otto o výkonu 160 hp a elektromotor o výkonu 150 hp, které roztáčely jeden lodní šroub. Nejvyšší rychlost dosahovala osm uzlů na hladině a sedm uzlů pod hladinou. Operační hloubka ponoru byla 25 metrů.